# 假头序薹草
假头序薹草（学名：Carex pseudo-phyllocephala）是莎草科薹草属的植物，为中国的特有植物。分布在中国大陆的湖南省等地，常生于山坡灌丛中和林缘阴湿处，目前尚未由人工引种栽培。